# Двоежёнство
Двоежёнство (бигамия, двоебрачие, двоемужество в случае женщин) — частный случай многожёнства, одновременное нахождение мужчины в браке с двумя женщинами. Термин «двоежёнство» предполагает юридический запрет полигамии; в случае законодательно разрешённой практики обычно употребляются термины «многожёнство» или «многобрачие/полигамия».

## История

### Древний мир и Античность
В Древнем Риме двоежёнство было запрещено, однако существовали конкубинат (длительный, а не случайный неофициальный или «гражданский» брак одного мужчины с одной или одновременно с несколькими женщинами) и проституция. Мужчина в республиканскую эпоху мог состоять и в законном браке, и в конкубинате (с разными женщинами). Рождённые в таком «браке» дети не считались законными, поэтому были ограничены в наследственных правах. В эпоху Империи конкубинат условно признавался законным у воинов, а также в случае постоянного сожительства при невозможности брака, например, у чиновников и сенаторов с вольноотпущенницами, гетерами, актрисами (Закон Папия-Поппея). С развитием института конкубината уже в поздний республиканский период семейные отношения настолько усложнились, что трудно было провести разграничение между браком, конкубинатом и полигамией. В связи с этим императорское семейное законодательство было направлено на преобразование конкубината в правовое явление, определить его условия по аналогии с условиями, которые возникали при вступлении в брак.

### Средние века
В соответствии со сводом законов китайской династии Тан (618—907 годы) «Тан люй шу и» двоежёнство каралось наказанием в виде 1 года каторги. В том числе семья женщины получает наказание, уменьшенное на 1 степень (100 ударов тяжёлыми палками). В случае, если при этом мужчина женился обманным путём, то он подвергается наказанию 1,5 годами каторги, а семья жены наказанию не подлежала.
В дохристианский период в древнерусском обществе существовали две разновидности брака: моногамная и полигамная. В «Повести временных лет», написанной с христианских позиций, с явным осуждением указывается «радимичи, и вятичи, и северъ… имяху же по две и по три жены». Князь Ярополк, несмотря на то что уже имел «жену грекиню», привезенную его отцом Святославом Игоревичем из похода на Византию, успешно сватался к полоцкой княжне Рогнеде. Однако во время междоусобной войны Владимир Святославович после захвата Полоцка княжну Рогнеду, просватанную прежде за Ярополка, насильно взял себе в жёны. После крещения Руси Владимир вынужден был принять христианские обычаи и обратился к Рогнеде: «Я крещён теперь, принял веру и закон христианский, теперь мне следует иметь одну жену, которую и взял я в христианстве, ты же избери себе кого-либо из моих вельмож, и я тебя выдам за него», но она отказалась и приняла монашеский постриг. Видимо, на Руси существовал и левират: Владимир Святославич после убийства своего брата Ярополка женился на его вдове «грекине Предиславе»: «Володимиеръ же залеже жену братьню грекиню». Вскоре она родила сына Святополка, который считался «от двух отцов», так как вдова уже была беременна («от греховного плод злой бывает» — предполагается, что эта история представляет собой позднейшую тенденциозную вставку).
Судя по всему, двоежёнство не было искоренено полностью. Распространённой точкой зрения считается, что как в языческие, так и в христианские времена, многожёнство процветало только среди знати, низшие слои населения, в первую очередь по экономическим причинам, его не практиковали. По мнению историка Б. А. Романова, стоит расценивать, что именно к князьям и боярам были направлены слова митрополита Иоанна, который велел наказывать отлучением от святого причастия тех, кто «безъ студа и бес срама 2 жене имеють». Помимо многожёнства среди древнерусской знати было распространено и наложничество. Из письменных источников известно, что галицкий князь Ярослав Осмомысл настолько полюбил «наложницу его Настаску», что готов был ради женитьбы на ней отправить в монастырь свою законную супругу Ольгу, дочь князя Юрия Долгорукого, и которую он в 1171 году вынудил к бегству вместе с сыном Владимиром в Польшу. Однако местные бояре подняли восстание («учинили смятение»), захватили и заперли князя, наложницу его Настасью сожгли на костре, а с Ярослава взяли клятву жить с женой по закону («яко ему имети княгиню вь правду»). Как замечает В. Н. Татищев, «Ярослав стал с нею жить, как надлежит, но за страх наказания от народа, а не от любви искренней». Н. М. Карамзин по этому поводу замечает: «Мир, вынужденный угрозами и злодейством, не мог быть искренним: усмирив или обуздав мятежных бояр, Ярослав новыми знаками ненависти к княгине Ольге и к Владимиру заставил их вторично уйти из Галича».
После принятия христианства происходит рецепция византийского брачно-семейного законодательства (сборник «Номоканон», одна из редакций которого положена в основу древнерусской «Кормчей книги»). В связи с регламентацией брачных отношений со стороны церкви двоежёнство на Руси стало преследоваться по закону. Ст. 9 Церковного Устава князя Ярослава (краткая редакция) указывает на последствия заключения второго брака при существовании нерасторгнутого первого. Если виновным в этом преступлении является муж, то он подлежит наказанию, назначенному епископом, а «молодую в дом церковные, а с старою жити». Ст. 16 направлена против двоежёнства, допускаемого языческими традициями. В этом случае церковный брак мог быть и вовсе не заключён, обе жены могли быть «водимыми» (это понятие употребляется уже в «Повести временных лет» для обозначения языческих жён). Это преступление каралось штрафом в размере 40 гривен, также в этом случае необходимо было оформить отношения согласно церковному уставу («первую держать по закону»), а в случае если же это предписание церковного суда не выполнялось, мужа полагалось «казнию казнити». Вторая жена («подлеглая») направлялась в монастырь. Таким образом церковь отстаивала институт единобрачия как в случае заключения церковного брака, так и в случае существования языческого. Историк С. В. Бахрушин считал, что в господствующих классах к XI веку моногамный брак на Руси получил окончательное признание. Однако эта точка зрения не разделяется другими исследователями. Так, по мнению Н. Л. Пушкаревой, проблема искоренения многожёнства не была ликвидирована даже к концу XVI века.
В XI веке рабби Гершом ввёл 1000-летний запрет на многожёнство для ашкеназских евреев, который рассматривается как шаг на пути к европеизации их семейных отношений (по мнению противников введения многожёнства, слова «на 1000 лет» означают «навсегда»).
Как указывает медиевист Ю. Л. Бессмертный, «в правосознании позднего Рима моногамия отнюдь не представлялась единственно нормальной формой. И неюридический брак, и даже конкубинат не обязательно воспринимались в пейоративном ключе». Позднее происходившая христианизация брачных союзов и установление церковного брака наталкивалась на сопротивление именно при запрете многожёнства; в борьбе с устоявшимися традициями труднее всего пробивала себе дорогу именно идея моногамного нерасторжимого брака: «Так, судя по хронике Фредегара (VII в.), король Дагоберт I имел одновременно с королевой Нантхильдой ещё двух жён „на положении королев“ (ad instar reginas); аналогично у Пипина Геристальского, согласно „Продолжению Псевдо-Фредегара“ (VIII в.), кроме официальной жены Плектруды, имелась и „altera uxor“. В памятниках IX в. хронисты избегают столь откровенной фразеологии, хотя реальная ситуация изменилась в то время, по-видимому, лишь частично: автор панегирических „Деяний Дагоберта“ (первая треть IX в.), говоря о том же Дагоберте I, опускает упоминания хрониста-предшественника о „трёх королевах“; он именует „женой“ короля лишь одну из них. Это не исключает, однако, существования конкубин: одновременное обладание женой и конкубиной не встречает осуждения хрониста IX в., воспринимается им как нечто обыденное и принятое».
В 1090 году король Франции Филипп I отправил свою жену Берту Голландскую в фактическое заключение в замок Монтрёй-сюр-Мер. Два года спустя он похитил у своего вассала Фулька Анжуйского его жену — Бертраду де Монфор (вероятно, с её согласия). Король организовал не одобренный клиром формальный развод со своей женой («выяснилось», что супруги оказывается находились в слишком близком для брака родстве) и женился на Бертраде. Этот брак, совершённый в нарушение церковных канонов и при жизни своей законной жены, вызвал возмущение духовенства — 16 октября 1094 года церковный собор в Отёне отлучил короля от церкви. На Клермонском соборе в 1095 году папа Урбан II подтвердил это решение. В 1096 году король Франции всё-таки подчинился. Бертрада была удалена, отлучение снято. Однако король вскоре возвратил Бертраду и продолжал жить с ней и только в 1104 году под нажимом духовенства согласился развестись с ней. Этот брак был признан незаконным, все четверо детей от него считались также незаконными. В период утверждения церковного брака и каноническими трудностями при его расторжении, на фоне противостояния светских властей и римских пап этот случай не является единичным. Французский король Филипп II Август, которого Жак Ле Гофф охарактеризовал как «последний французский король, практиковавший полигамию» 5 ноября 1193 года, пользуясь поддержкой галликанской церкви на ассамблее епископов добился разрешения на развод с Ингеборгой Датской, ссылаясь на якобы существовавшее родство между ними. Уже 1 июня 1196 года он женился на Агнессе Меранской. Римские папы и их представители поддерживали его предыдущую жену Ингеборгу, после безрезультатных переговоров Иннокентий III наложил 13 января 1200 года интердикт. Филипп II сделав вид, что подчинился желанию папы, вернул Ингеборгу ко двору. Затем он заключил Ингеборгу в замок Дурдан и вернул Агнессу. В марте 1201 года церковный собор в Суассоне потребовал от Филиппа Августа соблюдение брака с Ингеборгой и изгнать Агнессу. Король согласился, но добился отсрочки, ибо его «дополнительная жена» была беременна, однако несколько позже она умерла при родах. По политическим соображениям в 1213 году король вернул Ингеборгу ко двору, где она жила с мужем «как брат и сестра», и пользовалась почётом и уважением, пережив своего мужа.
В XII веке в Европе ещё продолжается процесс христианизации брака, происходит включение его в число основных христианских таинств. Многие исследователи считают, что в XII—XIII веках произошёл решающий перелом в истории брака. Однако с данной точкой зрения не совсем согласен Ю. Л. Бессмертный, который отмечает существование в указанный период различных видов супружеских союзов, не оформленных по церковным правилам. По его мнению:
Ни включение в XII в. брака в число основных христианских таинств, ни распространение так называемой компромиссной его модели (учитывающей и теологические, и светские традиции его истолкования) ещё не означали превращения канона христианского брака во внутренний императив для всех мирян. О подобном превращении можно говорить лишь в применении к следующим — XIV и XV — столетиям, когда церковный брак становится, как мы увидим ниже, единственной общепринятой формой супружеского союза. К этому более позднему времени и относится, на наш взгляд, подлинный перелом в становлении моногамного брака. В XII—XIII вв. до этого было ещё довольно далеко.
Ю. Л. Бессмертный указывает, что нарушение церковного канона брака в XII—XIII веках не приобрело ещё в глазах современников однозначно осуждаемого явления: «Моногамный христианский брак не стал непререкаемым идеалом ни для знати, ни для крестьян и горожан».
Есть немецкая сага середины XIII века о графе Глейхене, немецком крестоносце, участнике Шестого крестового похода, повествующая о том, что он бежал из турецкого плена с дочерью султана, которая стала его второй женой. Папа Римский дал согласие на то, чтобы граф, не разводясь с первой женой, взял себе в жёны турчанку, если та примет христианство. Тройной плотской брак счастливо длился до смерти супругов, о чём повествует надгробная надпись в Эрфуртском соборе в Тюрингии. И. В. Гёте знакомый с этой историей, в своей ранней драме «Стелла» (1775) использовал её в финале пьесы, где Цецилия, одна из героинь пьесы, пересказывает её своему мужу Фернандо и таким образом объясняет своё согласие на «любовь втроём» с ним и Стеллой; заканчивая свой рассказ, она произносит:
И на небесах господь бог возрадовался, увидя такую любовь; его святой наместник на земле благословил её. А их любовь и согласие принесли счастье их единому дому, их единому ложу и их единой гробнице.— И. В. Гёте. Стелла (действие 5)
Сведения о двоежёнстве графа подробно приводит Н. М. Карамзин в «Письмах русского путешественника» при описании посещения Эрфурта и усыпальницы с надгробием графа, на котором изображены его супруги в монастыре на Петровой горе (Petersberg): «Я видел сей большой камень и благословил память супругов». Исторические сведения об этом предании по-видимому восходят к средневековой немецкой «Тюрингийской хронике» (нем. Düringische Chronika) за 1421 год.
В XIV—XV веках престиж церковного моногамного брака как единственной законной формы супружеского союза в Европе явно возрастает. В этот период стал преследоваться и конкубинат. Право предписывало наказывать его тюрьмой, допускался и самосуд — вплоть до убийства виновных. В городах функционировала своеобразная «полиция нравов». Также по мнению Ю. Л. Бессмертного в соблюдении канона моногамного брака большую роль играл такой обычай как шаривари, участники которого шли дальше даже богословов в принуждении к соблюдению требований церковного брака, оказываясь гораздо нетерпимее к отклонениям от него. Несмотря на это, как указывает историк: «Было бы, однако, неверным думать, что идеал церковного брака определял все поведенческие стереотипы. Разрыв между идеалом и действительностью — обычное явление средневековья. Он обнаруживается во всех сферах жизни, и матримониальное поведение отнюдь не составляет в этом смысле исключения».

### Новое время
Известность получил двойной брак Филиппа Гессенского — сторонника Реформации и покровителя Мартина Лютера, который дал разрешение на это, что впоследствии использовалось против Лютера и его движения. Филипп Великодушный в 1523 году заключил брак с Кристиной Саксонской, а в 1540 году тайно женился морганатическим браком на Маргарите фон дер Заале и от обеих жён имел многочисленное потомство.
Согласно уголовно-судебному уложению Карла V «Каролина» Священной Римской империи германской нации преступное заключение двойного брака характеризовалось как злодеяние, представляющее собой «такой же и даже больший разврат, чем прелюбодеяние» и наказывалось смертной казнью.
В колониальных владениях Латинской Америки и Новой Франции установилась система пласажа: белые мужчины брали в официальные жёны белых женщин, при этом содержали одну или несколько цветных любовниц, которые не были проститутками, а скорее наложницами-конкубинами, так как оставались верны своему господину до его смерти и даже имели от него официально признанных детей (которые, однако, имели меньше наследственных прав, чем законнорождённые дети).

В Японии конца XIX века бытовали отношения между иностранным подданным и японской подданной, согласно которому на время пребывания иностранца в Японии он получал в пользование (и содержание) временную жену", при этом заключался контракт, по которому он получал в полное распоряжение подданную микадо, обязуясь в обмен на это предоставить ей содержание (еду, помещение, наёмную прислугу, рикшу и т. д.). Такие отношения просуществовали вплоть до русско-японской войны 1904—1905 годов. 
В Российской империи двоежёнство рассматривалось в качестве квалифицирующего вида прелюбодеяния и являлось законным поводом к расторжению брака. С 1722 года бракоразводные дела стали относиться к компетенции Синода, и только в этой духовной инстанции выносился окончательный вердикт. Согласно указу от 13 декабря 1744 года, разводы «знатных персон» восходили на Высочайшее усмотрение. При Екатерине II графиня Е. К. Разумовская (Апраксина) тайно обвенчалась с генерал-адъютантом графом П. Ф. Апраксиным (1728—1811), в то время женатым на А. П. Ягужинской: «В первые минута повелено было преследовать их со всею строгостью, а потом, под рукою, сказано брошенной супруге Апраксина, чтобы она шла в монастырь, что согласовывалось с её намерением».
Во время Крестьянской войны 1773—1775 годов под предводительством Емельяна Пугачёва его противниками активно использовалась обстоятельства его семейной жизни. В 1760 году он женился на донской казачке Софье Недюжевой, однако покинул её. К осени 1773 года, когда её беглый супруг уже встал во главе восставших, Софья с детьми «ходила меж домов, живя подаянием». В ходе восстания за Пугачёва в 1774 году была насильно выдана яицкая казачка Устинья Кузнецова, провозглашённая «новой императрицей». Женитьба самозваного «императора Петра Фёдоровича» на простой казачке вызвала сомнения в царском происхождении Пугачёва и недовольство среди восставших. Кроме того «Пётр III», как именовался Пугачёв, как было известно, не получал развода с Екатериной II. Устинья пыталась укорить супруга, за то, что он женился на ней при живой «первой супруге» (императрице Екатерине II), но он отстаивал свое «царское происхождение». После разгрома восстания по приговору суда Софья Пугачёва была признана невиновной, но вместе с детьми и второй супругой Пугачёва Устиньей была направлена на поселение в Кексгольмскую крепость, где они прожили в фактическом заключении остаток жизни. Для размещения «жён самозванца» была выделена Круглая башня, со временем получившая благодаря этому второе имя — Пугачёвской.
На случаи бигамии в России, вызванные прежде всего большими трудностями при расторжении брака (фактически он мог быть прекращён, если один из супругов умирал, или при факте прелюбодеяния), указывают многочисленные свидетельства из законодательной и судебной практики. Так, по словам историка М. М. Щербатова («О повреждении нравов в России») — эти примеры можно было «сотнями считать». Фактическое отсутствие возможности добиться расторжения официального (церковного) развода вынуждало зачастую даже идти на преступления. Известность получил бракоразводный процесс матери революционера Н. Н. Суханова и инсценировка смерти, устроенная его отцом на Софийской набережной в Москве с тем, чтобы таким образом расстаться с женой и дать ей возможность заново выйти замуж. Афера раскрылась, супруги были приговорены к семилетней ссылке в Енисейскую губернию с заменой на год заключения. Обстоятельства этого скандального дела были положены в основу пьесы Л. Н. Толстого «Живой труп».
К. П. Победоносцев в своём учебнике «Курс гражданского права» указывал на возможные юридические коллизии, связанные с двоежёнством в Российской империи. По русскому закону, вступающий в брак должен быть свободен от брачных уз с другим лицом, в противном случае вторичный брак признается недействительным. В случае признания этого брака недействительным разлучённые лица могут вступать в новый брак, но в некоторых случаях при расторжении брака закон, в виде наказания супругу за вину или преступление, вовсе запрещает ему вступать вновь в брак. Таков двоеженец; но оставленному супругу дозволяется, если не пожелает восстановить союз свой с оставившим, вступать в новый брак. Если вина была с обеих сторон, — обе осуждаются на безбрачие. Тому же наказанию подвергается супруг, оставивший супруга и более 5 лет по своей воле скрывавшийся в неизвестности.
В Кодексе Наполеона (1804), действующем во Франции с изменениями и дополнениями до сих пор, который повлиял на развитие гражданского права во многих странах мира, в ст. 147 предусматривалось: «Нельзя заключить второй брак до расторжения первого брака». Жена могла требовать развода по причине прелюбодеяния мужа, только если он «держал свою сожительницу в общем доме» (статья 230); эта оговорка была отменена лишь в 1884 году.
Имеются записанные устные сведения бытования двоежёнства (многожёнства) в регионах Русского Севера, в которых описывается это явление, имевшее место ранее и относительно удалённое. Причём со стороны населения это воспринималось с равнодушием (а иногда и сочувствием). При этом обычно рассказывалось, что зажиточный мужик был женат, а потом привёл в дом другую жену:
Мотивируется это по-разному: он взял одну — она ему не родила, взял вторую — тоже, родила третья; "Первая жена она уж заболела тожо дак. Дак она как худа стала, умирать, он взял другую дак"; "...у него было много скотины. Две лошади было, две коровы было. Этих, два телёнка, да одна там не справляласи, старовата стала, а он-то ещё дебелый. Вот он на второй женился»; «Дядя , вот он был жонат на одной, а потом привёл к ей другую жену. Та уже постарше стала, помоложе навязалась просто".
После Октябрьской революции и деятельности новых властей направленной на отмену патриархального церковного брака были приняты Декрет «О гражданском браке, о детях и о введении книг актов состояния» и Декрет «О расторжении брака», опубликованные 19 и 20 декабря 1917 года, отменявшие царское семейное законодательство. Признавалась юридическая сила браков, заключенных до революции, моногамия провозглашалась единственной формой советской семьи. В первые годы Советской власти разрабатывались и получили распространение (особенно среди городской молодёжи) различные, нередко крайне радикальные теории и взгляды на семью, брак, сексуальные и любовные отношения — «Теория стакана воды», общество «Долой стыд», «Долой невинность!», «Каждая должна отдаться каждому…», теория «крылатого Эроса», «многолюбства одновременного», «многолюбства разновременного» и другие инициативы направленные на ломку традиционных семейных ценностей. Планировалось образовать семьи-коммуны на кооперативных началах с общим питанием и общим воспитанием. Согласно одному из местных Декретов мужчины имели право пользоваться одной женщиной «не чаще трёх раз в неделю в течение трёх часов», а за прежним мужем сохранялся доступ к своей жене. Подобные инициативы и практики нередко приводили к беспризорничеству, дезорганизации многих семей, когда мужья бросали на произвол судьбы старую семью и, не заботясь о ней, создавали новую, считая, что забота о детях — дело женщины и государства. Одним из главных теоретиков «новой морали» становится А. М. Коллонтай, которая начала заниматься семейной и женской проблематикой ещё до революции и которой ошибочно приписывается авторство «Теории стакана воды», пропагандирующей свободные сексуальные отношения. Она вводит понятие «новой женщины» и теорию «крылатого Эроса».
Свидетельством существования подобных раскрепощённых практик может служить картина «Третья Мещанская» (сценарное название «Любовь втроём») режиссёра Абрама Роома, сценариста которой Виктора Шкловского упрекали в том, что он проявил бестактность по отношению к Владимиру Маяковскому и Брикам, которых он хорошо знал и использовал в качестве одних из прототипов героев фильма. Поводом к созданию фильма послужила реальная история напечатанная в «Комсомольской правде» о том, как в родильный дом пришли два гражданских мужа, и женщина не могла сказать, кто из них отец ребёнка. «Все троё были молодые люди, комсомольцы, рабфаковцы. Они называли свой союз „любовью втроём“ и утверждали, что в любви не может быть ревности».
Одним из поводов сворачивания советской «сексуальной революции» стало резонансное «чубаровское дело» 1926 года о групповом изнасиловании девушки группой хулиганов, о котором был снят фильм «Суд должен продолжаться». Таким образом остро встал вопрос о наведении порядка в этой сфере путём создания системы полового воспитания граждан. Так, в популярной работе «Двенадцать половых заповедей революционного пролетариата» психиатра А. Б. Залкинда на основе классовой, пролетарской этики была предпринята попытка упорядочения половых отношений с целью прекратить «хаотическое развертывание половой жизни современного человека». Считается, что основная тенденция этой работы в решении полового вопроса была предвосхищена автором с удивительной прозорливостью: последующая теория и практика полового воспитания в семье и школе в СССР была построена на этих заповедях. В работе Залкинда было уделено место и решению проблемы двоежёнства:
Нам могут указать, что возможно соблюдать все приведенные правила при наличности двух жён или мужей. "Идейная близость, редкие половые акты и прочие директивы совместимы ведь и при двумужестве, двуженстве". "Ну, представьте, что одна жена (муж) мне восполняет в идейном и половом отношении то, чего не хватает в другой (другом); нельзя же в одном человеке найти полное воплощение любовного идеала". Подобные соображения слишком прозрачная натяжка. Любовная жизнь двужёнца (двумужниц) чрезвычайно осложняется, захватывает слишком много областей, энергии, времени, специального интереса, требует слишком большого количества специальных приспособлений, вне сомнения, увеличивает количество половых актов, в такой же мере теряет в соответствующей области и классовая творческая деятельность, так как сумма сил, отвлечённых в сторону непомерно усложнившейся половой жизни, даже в самом блестящем состоянии последней, никогда не окупится творческим эффектом.— А. П. Залкинд. Двенадцать половых заповедей революционного пролетариата. VII. Любовь должна быть моногамной, моноандрической (одна жена, один муж)
На смену теорий о «новой морали» снова приходит строительство «единственно правильной формы семьи» — «длительной парной семьи». Попытки упорядочения и государственного регламентирования сферы брачно-семейных отношений привели к изданию Кодекса законов о браке, семье и опеке от 19 ноября 1926 года, который действовал 43 года, согласно которому основной формой семьи являлась моногамия или безусловное единобрачие. Проводилась кампания по искоренению многожёнства в мусульманских регионах страны Советов. 14 июня 1921 года Центральный Исполнительный Комитет ТуркАССР издал декрет который наряду с отменой калыма запрещал многожёнство и принудительную выдачу девушек замуж. В феврале 1925 года ревком Кара-Киргизской автономной области принял постановление об уголовной ответственности за принуждение женщины к недобровольному вступлению в брак, за выкуп невесты, за многожёнство.
Фрейдомарксист Вильгельм Райх считал, что сексуальная революция в Советском Союзе началась с прогнозируемого Марксом и Энгельсом распада семьи, отмечая последующий регресс в сексуальной сфере навязываемый авторитарной властью, наблюдаемый в Советском Союзе писал в своей работе «Сексуальная революция» (1934):
Следовательно, нам приходится констатировать торможение сексуальной революции, более того, возвращение вспять к формам регулирования любовной жизни, основывающимся на авторитарной морали.
В советском уголовном праве двоежёнство признавалось преступлением и трактовалось как «сожительство мужчины с двумя или несколькими женщинами при условии, что он ведёт с каждой из этих женщин или одновременно со всеми общее хозяйство».

## Современное положение и регулирование
Согласно статье 14 Семейного Кодекса Российской Федерации (Обстоятельства, препятствующие заключению брака) не допускается заключение брака между лицами, из которых хотя бы одно лицо уже состоит в другом зарегистрированном браке. Для проверки прекращения брака при регистрации заключения брака лица, состоявшие ранее в браке, должны предъявить документ, подтверждающий прекращение брака (свидетельство о расторжении брака, свидетельство о смерти супруга и др.).

## В кинематографе
- Двоеженец — американская нуаровая мелодрама режиссёра Айды Лупино 1953 года.
- Вторая жена (оригинальное название «Наследство», венг. Örökség) — фильм венгерского режиссёра Марты Месарош.